# Sesamothamnus busseanus
Sesamothamnus busseanus är en sesamväxtart som beskrevs av Adolf Engler. Sesamothamnus busseanus ingår i släktet Sesamothamnus och familjen sesamväxter. Inga underarter finns listade i Catalogue of Life.